# Saint-Barthélemy-Grozon
Saint-Barthélemy-Grozon è un comune francese di 590 abitanti situato nel dipartimento dell'Ardèche nella regione Alvernia-Rodano-Alpi.

## Società

### Evoluzione demografica
Abitanti censiti